# SAAB 37 Viggen
SAAB 37 Viggen („Мълния“) е шведски изтребител-бомбардировач, създаден да замени остарелия вече „SAAB J 35 Draken“.
Първият полет на Viggen е осъществен на 8 февруари 1967 г. Целта на шведските дизайнери е била да направят здрав, бърз и маневрен самолет, който може да каца на импровизирани писти в случай на ядрено нападение. За тази цел самолетът е бил направен така, че да може да каца на съвсем къси отсечки, но и да поддържа скорост от 2 Мах на големи височини. Фюзелажът е предимно титанов, а задните колесници са с по две колела, което е рядкост за по-бързите самолети. Viggen е замислен и като машина, която се поправя лесно и може да бъде управлявана от сравнително неопитни пилоти.
Съединените американски щати осигуряват голяма техническа помощ на Швеция за създаването на Viggen, като осигуряват достъп на шведските конструктори до информация за аерокосмически проекти. САЩ помагат на Швеция във военно отношение през Студената война, за да може шведската авиация да предпази американските атомни подводници в Северно море от съветски нападения.
Двигателят на самолета е Volvo Flygmotor RM8B.
Първата бойна ескадрила е разположена в базата край Сотенес през 1972 г. Последният полет на Viggen е извършен на 25 ноември 2005 г.

## Характеристики
Основни
- Екипаж: 1
- Дължина: 16,4 m
- Размах на крилете: 10,6
- Височина: 5,9 m
- Обща площ на крилете: 46 m²
- Тегло без въоръжение: 12 250 kg
- Бойно тегло: 17 000 kg
- Максимално летателно тегло: 20 000 kg
- Двигател: 1х Volvo Flygmotor с тяга 72,1 kN, 125,0 kN с форсажна камера

Летателни
- Максимална скорост: 2,1 Мах, 2231 km/h на височина 11 000 m
- Обсег: 2000 km
- Таван на полета: 18 000 m

Въоръжение
- едно 30 mm оръдие Oerlikon KCA с боекомплект от 150 патрона
- шест ракетни гнезда за 2 ракети British Aerospace Skyflash и четири AIM-120B; шест ракети AIM-9 Sidewinder или четири 135 mm ракетни установки

## Модификации
- AJ-37
- JA-37
- SF-37
- SH-37
- SK-37
- SK-37E
- AJS/AJSF/AJSH-37
- JA-37D
- SAAB 37E Eurofighter

## На въоръжение
- Швеция
  - Военновъздушните сили на Швеция

## Самолети от серията
29 – 32 – 35 – 37 – 39